# Warszawa Marszałkowska EKD
Warszawa Marszałkowska EKD – przystanek kolejowy w Warszawie, zlikwidowany w 1957 roku.

## Opis
Przystanek został wybudowany w 1927 roku przez spółkę Elektryczne Koleje Dojazdowe (EKD). Znajdował się przy ul. Nowogrodzkiej, na odcinku między ulicami Poznańską i Marszałkowską.
Został zlikwidowany w 1957 roku, kiedy to przystanek końcowy przeniesiono na zachód (Warszawa Chałubińskiego WKD).